# Tiki Island

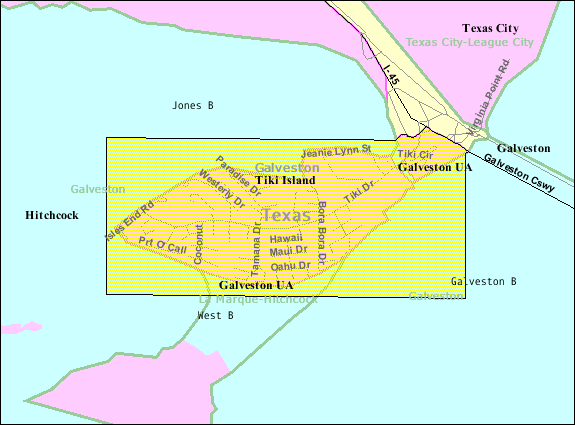
Mapa Tiki Island

Tiki Island – wieś w USA, we wschodniej części stanu Teksas, 80 km na południowy wschód od Houston i ok. 15 km na północny zachód od Galveston. Miejscowość położona jest na wyspie o tej samej nazwie, o powierzchni 3,5 km² (z czego 1,7 km² stanowi ląd, a 1,8 km² wody wewnętrzne), znajdującej się 
w zachodniej zatoce Galveston i połączonej mostem ze stałym lądem. 
Osiedle o charakterze mieszkalno-rekreacyjnym, założone w roku 1982, zamieszkane jest przez około 1000 osób (ok. 500 gospodarstw domowych).

## Dane demograficzne
(według spisu ludności z roku 2000):
Skład rasowy: 96,26% Białych, 0,30% Afroamerykanów, 0,39% rdzennych Amerykanów (Indian), 0,98% Azjatów, 0,10% osób pochodzących z wysp Pacyfiku. Latynosi (dowolnej rasy) stanowili 3,64% populacji.
Rozkład wiekowy: 10,8% poniżej 18 lat, 3,0% od 18 do 24 lat, 24,3% między 25 a 44 lat, 49,5% od 45 do 64 i 12,4% powyżej 65 lat. Mediana wieku mieszkańca to 50 lat.
Średni (mediana) dochód na gospodarstwo domowe: 88 891 USD, na rodzinę 93 129 USD, a na głowę mieszkańca to 54 611 USD.